# Trident (contre-torpilleur)
Pour les articles homonymes, voir Trident (navire).
Le Trident est l’un des treize contre-torpilleurs de classe Claymore construits pour la marine française dans la première décennie du XXe siècle.

## Carrière
Le Trident a été commandé le 5 juillet 1904 et a été mis en chantier à l’Arsenal de Rochefort cinq jours plus tard. Le navire a été lancé le 5 décembre 1907. Après son achèvement, le 11 janvier 1909, il a été affecté à l’escadre du Nord. Le navire a été transféré en mer Méditerranée en 1910 et affecté comme chef divisionnaire) pour une unité de sous-marins à Toulon. Il est réaffecté en 1913 à la 5e escadrille de torpilleurs de la 1ère armée navale et reste dans cette unité jusqu’en 1918.
Après le début de la Première Guerre mondiale, au cours des phases préliminaires de la bataille d'Antivari le 16 août, les 1ère, 4e et 5e flottilles de contre-torpilleurs sont chargées d’escorter la majeure partie de la 1ère armée navale tandis que les 2e, 3e et 6e flottilles escortent les croiseurs cuirassés de la 2e escadre légère et deux croiseurs britanniques. Après avoir réuni les deux groupes et repéré le croiseur protégé austro-hongrois SMS Zenta et le destroyer SMS Ulan, les contre-torpilleurs français ne jouèrent aucun rôle dans le naufrage du croiseur, bien que la 4e flottille ait été vainement envoyée à la poursuite du Ulan. Après avoir brisé le blocus austro-hongrois d’Antivari (dorénavant connu sous le nom de Bar), le vice-amiral Augustin Boué de Lapeyrère, commandant de la 1ère armée navale, décida de transporter des troupes et des fournitures jusqu’au port, escorté par la 2e escadrille légère et les 1ère et 6e flottilles de contre-torpilleurs pendant que le reste de la 1ère armée navale bombardait, le 1er septembre, la base navale austro-hongroise de Cattaro, au Monténégro. Quatre jours plus tard, la flotte assure l’évacuation de Danilo, prince héritier du Monténégro, vers l’île grecque de Corfou. La flottille escorte de petits convois chargés de fournitures et d’équipements jusqu’à Antivari, à partir d’octobre et jusqu’à la fin de l’année, toujours protégés par les plus grands navires de l’armée navale dans des tentatives dérisoires d'attirer la flotte austro-hongroise dans la bataille. 
Le 26 novembre, le Trident et ses navires jumeaux Cognée et Coutelas escortèrent les cuirassés pré-dreadnought Saint Louis et Charlemagne pour rejoindre les forces anglo-françaises qui bloquaient les Dardanelles afin d’empêcher une percée en Méditerranée de l’ex-croiseur de bataille allemand Yavuz Sultan Selim et du croiseur léger Midilli. En février 1915, ils avaient été rejoints par le reste de la cinquième flottille de destroyers, le Poignard et ses sister-ships Sabretache et Fanfare.
Le Trident rejoint les patrouilleurs à Toulon en 1918. Après la guerre, il est affecté comme navire-école à l’école de chauffe jusqu’à ce qu’il soit rayé du registre naval le 29 novembre 1930 et vendu comme ferraille le 9 juillet 1931.